# Simplé
Simplé település Franciaországban, Mayenne megyében. Lakosainak száma 386 fő (2022. január 1.). Simplé La Chapelle-Craonnaise, Cosmes, Denazé, Marigné-Peuton, Peuton és Prée-d’Anjou községekkel határos.

## Népesség
A település népessége az elmúlt években az alábbi módon változott:
| Lakosok száma | 342  | 269  | 237  | 342  | 407  | 433  | 452  | 415  | 397  | 386  |
|               | 1968 | 1982 | 1990 | 2006 | 2013 | 2015 | 2017 | 2019 | 2020 | 2022 |